# Operacja Tannenbaum
Operacja Tannenbaum – niezrealizowany plan zbrojnej inwazji hitlerowskich Niemiec na Szwajcarię podczas II wojny światowej.
Niemcy zaliczali Szwajcarię do „wspólnoty germańskiej” i uważali, że prędzej czy później kraj ten znajdzie się w granicach III Rzeszy. Miały temu sprzyjać: otoczenie kraju w latach 1940–1944 przez kraje należące do Osi lub przez nie okupowane i brak możliwości udzielenia mu pomocy przez aliantów, wspólny język, lokalizacja większej części przemysłu i ludności w północnej, relatywnie płaskiej i łatwej do zdobycia części kraju. W rzeczywistości jednak Szwajcaria w latach 1939–1940 związana była tajnym układem wojskowym z Francją; obawiano się, że terytorium Szwajcarii może posłużyć Wehrmachtowi do ominięcia Linii Maginota. O planach wspólnych działań obronnych Szwajcarii i Francji (Plan H Helvetia), przewidującą m.in. francuską pomoc w postaci artylerii plot. i ppanc., Niemcy dowiedzieli się w czerwcu 1940 roku z tajnych dokumentów francuskich, odnalezionych przez 1 Dywizję Górską w pociągu w La Charité koło Dijon.

## Plany operacji
Plan opierał się na zastosowanym wcześniej w Austrii, Czechosłowacji i Polsce schemacie dywersyjno-propagandowym, posługującym się lokalną ludnością sprzyjającą III Rzeszy. Zaktywizowane miały zostać miejscowe bojówki niemieckie, które miały przeprowadzić zamach na władzę, a następnie zwrócić się o pomoc do Wehrmachtu. Ważną rolę przypisywano szwajcarskim ochotnikom z Wehrmachtu i SS (około 2 tys. osób), z których zamierzano utworzyć szwajcarski legion SS, a także zdelegalizowanej w 1940 roku organizacji o nazwie Ruch Narodowy Szwajcarii (niem. Nationale Bewegung der Schweiz, NBS) z dr. Maxem Leo Kellerem na czele. Kraj uzyskałby statut półautonomicznej jednostki administracyjnej (Gau Schweiz). Ważnym czynnikiem ekonomicznym była chęć przejęcia pochodzących niemal z całego świata aktywów bankowych. W następnym etapie planowania udział w ataku miały wziąć również Włochy, których udział w rozbiorze Szwajcarii był m.in. przedmiotem uzgodnień Hitlera i Mussoliniego na Brennerze 2 czerwca 1941 roku.
Szwajcarzy, świadomi zagrożenia, 29 sierpnia 1939 podjęli decyzję o zwiększeniu wojsk ochrony pogranicza (Grenzschutzu) do 100 tys. żołnierzy, a 1 września przeprowadzili powszechną mobilizację, która objęła około 150 tys. żołnierzy. Poza młodymi poborowymi sięgnięto również po zasoby żołnierzy Landwehry i Landsturmu (rezerwy zwykłej i głębokiej, w której służyli mężczyźni w zaawansowanym wieku). Ponadto powołano milicję terytorialną (samoobronę lokalną) Ortswehr w sile niemal 302 tys. ludzi, straże przemysłowe Betriebswehr, a także pomocniczą służbę kobiet (Frauenhilfsdienst – FHD); mobilizacja objęła również skautów jako łączników lub obserwatorów Fliegerbeobachtungsdienst (Przeciwlotniczej Służby Obserwacyjnej) w oficjalnej służbie pomocniczej armii. Większość sił zbrojnych, składających się 12.10.1939 z 9 dywizji piechoty, 9 brygad granicznych i 3 brygad górskich, ulokowano na granicy z Niemcami. Lotnictwo dysponowało zakupionymi w Niemczech myśliwcami Bf-109 oraz samolotami szturmowymi C-36 produkcji krajowej, a wojska lądowe niewielką liczbą czołgów produkcji czeskiej oraz 600 działami. Dla potrzeb armii zarekwirowano znaczną liczbę pojazdów prywatnych, a także koni. Po częściowej demobilizacji, 10 maja 1940 roku mobilizację powszechną ogłoszono po raz drugi. Pod koniec lipca 1940 roku siły szwajcarskie według szacunków Wehrmachtu miały liczyć 220 tys. żołnierzy. Ponieważ napięcie międzynarodowe osłabło, a przetrzymywanie pod bronią znacznej liczby mężczyzn było kosztowne, 3 sierpnia 1940 roku ogłoszono częściową demobilizację, zmniejszając stan armii do 200 tys. osób. Dodatkowo, zgodnie z przyjętym systemem rotacyjnym, 30% zmobilizowanych żołnierzy znajdowało się na przepustkach, co w połączeniu z koniecznością dozorowania internowanych żołnierzy francuskich i polskich powodowało, że liczebność wojsk szwajcarskich w I linii w chwili agresji spadała do 120 tys.

Szwajcaria i sąsiadujące państwa w 1942

III Rzesza zaczęła szczegółowo planować inwazję już od 22 czerwca 1940 roku, czyli dnia upadku Francji. 24 czerwca 1940 roku agresja na Szwajcarię była przedmiotem narady u Hitlera, w toku której Ribbentrop proponował jak najszybsze rozpoczęcie działań zbrojnych, czemu przeciwstawiał się Wilhelm Keitel, uważając za wystarczającą (i przynoszącą o wiele mniej ofiar własnych) zbrojną demonstrację wobec tego kraju w postaci koncentracji Wehrmachtu na granicach. Na dowódcę akcji przewidziano feldmarszałka von Leeba, którego rozkazom podporządkowano Grupę Operacyjną Szwajcaria. Atak miał nastąpić od zachodu, a jego przeprowadzenie miało należeć do 1, 2 i 12 Armii niemieckiej. Przedstawiony 25 czerwca 1940 roku OKH plan ataku autorstwa kpt. Otto Mengesa (zaktualizowany po raz ostatni 12 sierpnia 1940 roku) przewidywał uderzenie przez Wehrmacht zarówno od strony Niemiec, jak i Francji, gdzie siły szwajcarskie były znacząco słabsze; od południa do działań mieli przystąpić Włosi, dążący do aneksji terenów na południe od Alp Berneńskich i Glarneńskich. Za pomocą nokautujących uderzeń zamierzano uniemożliwić koncentrację 220-tys. szwajcarskiej armii (składającej się z 6 dywizji piechoty, 3 dywizji górskich, 3 brygad górskich, 1 brygady i 1 batalionu wojsk ochrony pogranicza, pozbawionej praktycznie broni pancernej i przeciwpancernej oraz ze słabym lotnictwem) i jej wycofanie w Alpy, dokonanie planowanych przez Szwajcarów zniszczeń (w tym celu przewidziano m.in. atak oddziałów szturmowych z doliny Rodanu w kierunku Przełęczy św. Gotharda) i w rezultacie uzyskać szybkie zajęcie najcenniejszych rejonów kraju, szczególnie stolicy Berna, ośrodków przemysłu zbrojeniowego w rejonie Lucerny, Solothurn i Zurychu z zakładami Oerlikon. 5 lipca niemiecka 1 Dywizja Górska obsadziła granicę szwajcarską w Jurze, bardziej na południe przesunięto zmotoryzowane jednostki Heinza Guderiana. 11 lipca Leeb wyraził wobec Sztabu Generalnego swoje wątpliwości co do możliwości zachowania tajemnicy, a także osiągnięcia dużego tempa ataku wobec zniszczenia mostów na granicy francusko-szwajcarskiej.
W drugiej połowie 1940 roku Hitler w typowy dla siebie sposób zlecił 2 różnym organom przygotowanie planów agresji na Szwajcarię, w efekcie czego powstały 2 całkowicie niezależne opracowania:
- Operationserwurf Schweiz – Tannenbaum („Szkic operacyjny Szwajcaria – Choinka”), przewidujące atak Grupy Armii C von Leeba znad Jeziora Genewskiego i Jeziora Bodeńskiego w kierunku centrum kraju. Pierwotnie przewidywano również uderzenie z Vorarlbergu, a całość sił wyznaczonych do operacji miała liczyć 21 dywizji (liczbę tę zmniejszono następnie do 11 celem zachowania elementu zaskoczenia). 11 listopada 1940 roku OKH powiadomiło Grupę Armii C o rezygnacji z realizacji planu.
- Studie über einen Aufmarsch gegen die Schweiz aus der Raume der 1. Armee („Studium na temat wkroczenia do Szwajcarii z sektora 1 Armii”), w myśl którego uderzenie, realizowane przez 1 Armię, miało nastąpić przez północno-zachodnią granicę kraju.

6 września 1940 roku plan ataku został przedstawiony Grupie Armii C przez 12 Armię. Faktycznie jednak przygotowania miały genezę wcześniejszą; już w połowie stycznia 1940 roku GA „C”, 7 Armia, XXV Korpus oraz 50, 96, 205 i 260 dywizje piechoty otrzymały kilkaset egzemplarzy broszury Schweizerisches Heer, traktującej o organizacji szwajcarskiej armii, a 9 lutego 1940 roku Wydział Operacyjny 7 Armii niemieckiej przedstawił opracowanie Fall Schweiz, przedstawiające możliwe scenariusze wydarzeń (wejście wojsk francuskich do Szwajcarii bez jej zgody lub w sojuszu z nią i przystąpienie Szwajcarii do wojny).

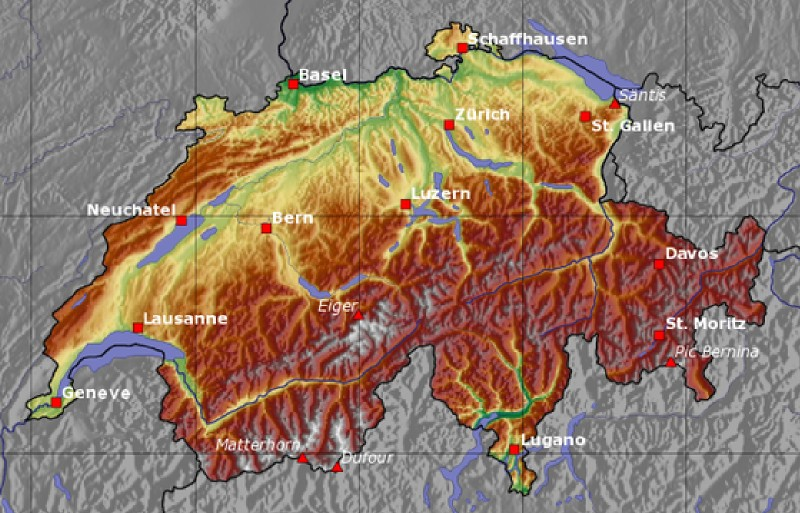
Mapa ukształtowania terenu Szwajcarii

Operacja Tannenbaum była trzecią główną operacją, zaplanowaną w najdrobniejszych szczegółach przez niemiecki sztab generalny po upadku Francji. Pomimo tego z przyczyn do dziś niewyjaśnionych Adolf Hitler nigdy nie krył braku zainteresowania całą akcją. Przypuszcza się, iż głównymi powodami braku rozpoczęcia inwazji była postawa szwajcarskiego generała Henriego Guisana, a także przeszkody naturalne w postaci górzystego terenu Szwajcarii. Z tego m.in. powodu nie został zrealizowany opracowany w 1941 roku plan Unternehmen W – Operacja Wartegau, przewidujący m.in. desant Wehrmachtu z wodnosamolotów lądujących na jeziorach wewnątrz Szwajcarii oraz udział w agresji Francji Vichy, czy też kolejne plany z jesieni 1942 roku. Wiosną 1943 roku na polecenie Hitlera ponownie rozpoczęto przygotowania do inwazji. Dowództwo niemieckie było jednak przeciwne temu przedsięwzięciu (feldmarszałek Gerd von Rundstedt szacował możliwe straty strony atakującej na 300–500 tys. żołnierzy). W rezultacie 27 marca 1943 roku Hitler ostatecznie odwołał wszystkie przygotowania  pomimo tego Szwajcaria w tym miesiącu po raz kolejny ogłosiła mobilizację (Märzalarm), a kolejną 10 lipca 1943 roku w związku z lądowaniem aliantów na Sycylii i obawą, że dla szybszego przerzucania wojsk, broni i amunicji do Włoch Niemcy zechcą wykorzystać także dwutorowe, zelektryfikowane szlaki kolejowe biegnące przez tunele św. Gottharda i Simplon, które mogłyby być zdobyte przez oddziały spadochronowe i/lub szybowcowe (bezpośrednie jednotorowe połączenie Niemiec z Włochami przez Brenner było obsługiwane przez niskowydajną trakcję parową, a prawo tranzytu koleją węgla przez szwajcarskie tunele Niemcy posiadali na podstawie traktatów międzynarodowych z początku XX wieku). Obawy te podsycał sam Hitler, oświadczając gauleiterom 8 maja 1943 roku, że te śmieci, które stanowią małe państwa [Kleinstaaten-Gerümpel], nadal istniejące w Europie, muszą zostać zlikwidowane najszybciej, jak to możliwe. Mobilizację ogłoszono również 6 czerwca 1944 w związku z lądowaniem w Normandii, 23 sierpnia 1944 roku oraz we wrześniu 1944 roku, kiedy oddziały amerykańskie dotarły do Alzacji i rejonu Genewy. Jeszcze 27 listopada 1944 roku w Biurze Referatu Szwajcarskiego w Głównym Urzędzie SS omawiano plany Aktion-S, czyli organizacji nazistowskich władz okupacyjnych dla Szwajcarii, w tym korpusu SS z byłym niemieckim konsulem w Lozannie Daufeldtem na czele i z placówkami po 50-100 osób zlokalizowanymi w każdym większym mieście.
W czasie planowania operacji dla niemieckiego dowództwa zagadką pozostawało zachowanie internowanych w Szwajcarii 43 tys. żołnierzy francuskich i polskich. Konieczność ich dozorowania absorbowała bowiem znaczącą część armii szwajcarskiej (całą 3 DP i część 7 DP, razem 6 pułków piechoty) i pogłębiała problemy aprowizacyjne kraju, jednakże przyłączenie się ich do walk w przypadku agresji niemieckiej byłaby znaczącym wzmocnieniem sił obrońców. W istocie już w 1940 gen. Sikorski nakazał polskim żołnierzom wzięcie udziału w obronie Szwajcarii przed ewentualnym atakiem niemieckim, a związane z tym kwestie techniczne gen. Guisan i Bronisław Prugar-Ketling ustalili 22 kwietnia 1941 roku. Ponadto polscy żołnierze wybudowali wiele dróg (Polenwege), a nawet stanowiska obronne dla artylerii w rejonie Andermatt.
W 1940 roku w armii szwajcarskiej powstało tajne sprzysiężenie Akcja Narodowego Ruchu Oporu (Aktion Nationaler Widerstand) z Augustem R. Lindtem z wywiadu wojskowego na czele, które miało na celu przygotowanie struktur konspiracyjnych na wypadek zajęcia kraju, a także unieszkodliwienie każdego dowódcy, wątpiącego w sens stawiania oporu. W obliczu groźby najazdu 25 lipca 1940 roku dowódca armii szwajcarskiej gen. Henri Guisan (który o istnieniu tajnej organizacji w swojej armii dowiedział się w sierpniu 1940 roku) przemawiając do oficerów zgromadzonych na łące Rütli (a więc w miejscu, w którym w 1291 powstała konfederacja) wezwał ich do absolutnego i bezkompromisowego oporu wobec zagrożenia wiszącego nad krajem. Apel ten przyczynił się do wzmocnienia woli oporu Szwajcarów i zapobiegł narastaniu postaw defetystycznych.

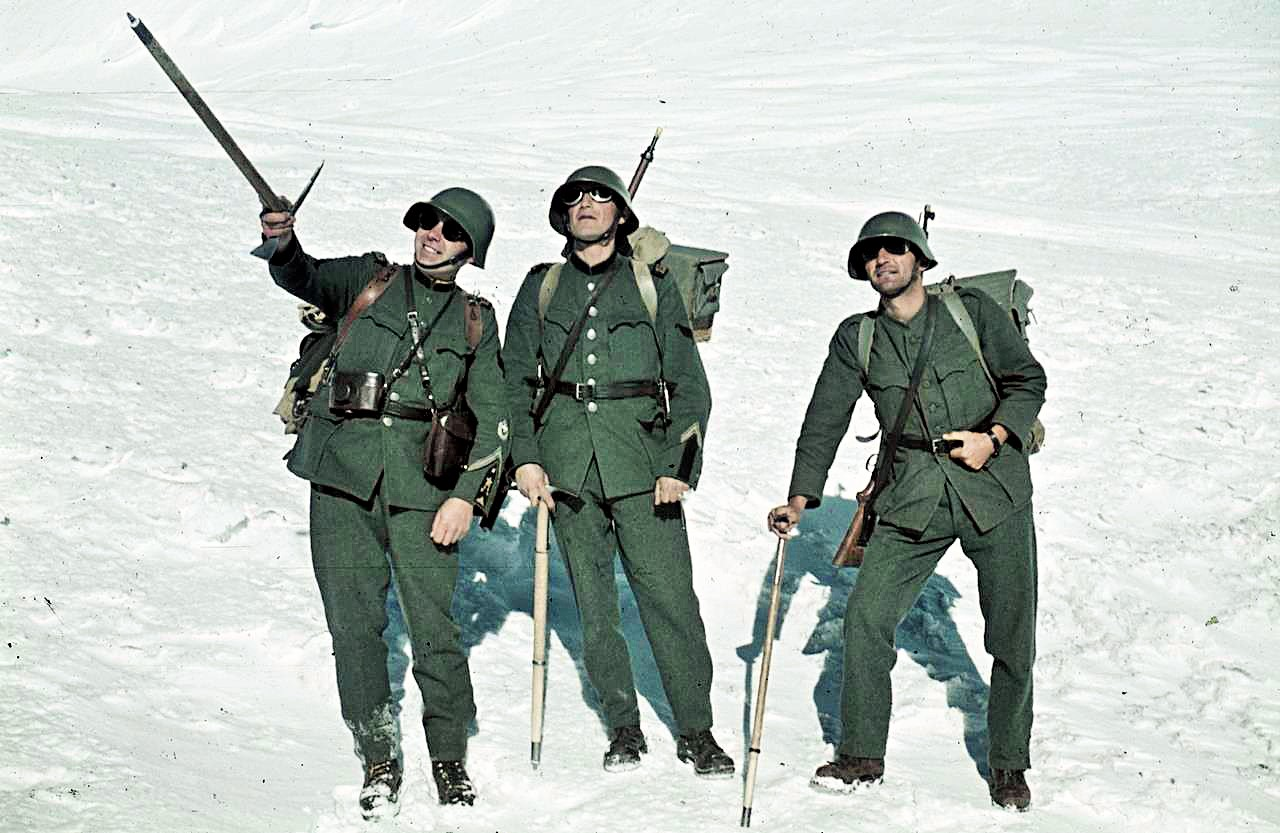
Szwajcarski patrol wojskowy w Alpach podczas II wojny światowej

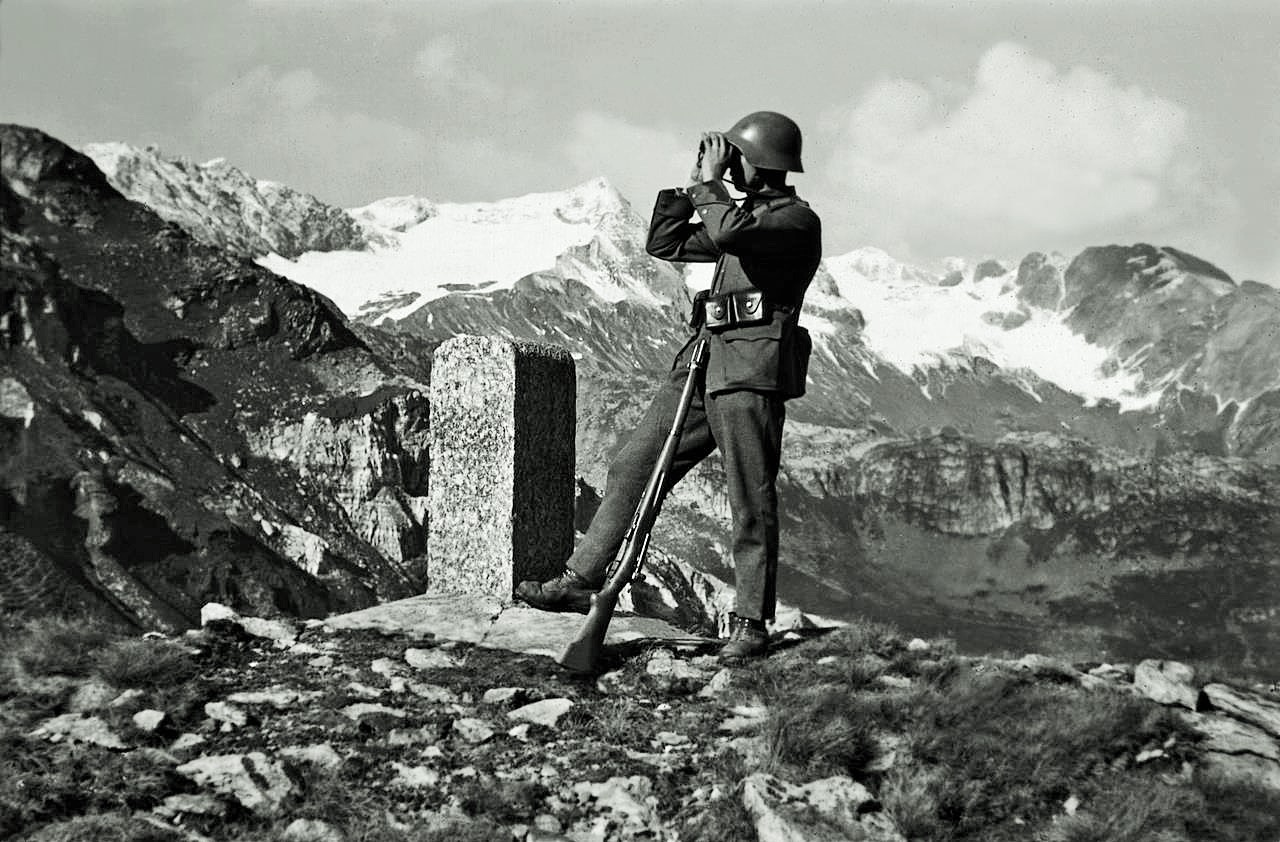
Nadzór szwajcarskiej granicy podczas II wojny światowej

Oto kilka przyczyn, dla których III Rzesza nigdy nie zrealizowała swojego planu zajęcia Szwajcarii:
- Szwajcaria nie była postrzegana w Niemczech jako zagrożenie;
- główne związki taktyczne Wehrmachtu zostały umiejscowione na północy Francji ze względu na możliwe rozpoczęcie inwazji na Wielką Brytanię w ramach operacji „Lew Morski”; później główne siły Wehrmachtu zostały zaangażowane podczas operacji „Barbarossa”;
- najlepszy okres na zaatakowanie Szwajcarii przypadał pomiędzy upadkiem Francji a październikiem/listopadem 1940 roku. Po tym czasie pogoda nie sprzyjałaby atakującym przez „korytarz szwajcarski”, jednocześnie ograniczając pełne wykorzystanie taktyki Blitzkriegu;
- sojusznicze Włochy były uzależnione od niemieckiego węgla transportowanego przez Szwajcarię, co automatycznie podczas rozpoczęcia operacji Tannenbaum odczułyby w postaci zatrzymanych dostaw;
- szwajcarskie banki były jedynymi na świecie, gdzie III Rzesza mogła „bezpiecznie” i „legalnie” trzymać wszelkie swoje „skarby”, bez obawy ich utraty (→Złoto III Rzeszy); niemniej w obawie przed agresją, Szwajcarzy wywieźli z banków w miastach i starannie ukryli depozyty bankowe, w pierwszym rzędzie posiadane rezerwy złota;
- trudny, górski teren – łatwy do obrony, ponadto zabezpieczony bardzo dobrymi umocnieniami (Reduta Centralna)[potrzebny przypis], uniemożliwiał przeprowadzenie wojny błyskawicznej, zwłaszcza że armia szwajcarska położyła nacisk na szkolenie w zakresie precyzyjnego strzelania, użycia łączności i skoordynowanej taktyki; ponadto zgromadzono zapasy umożliwiały w ocenie niemieckiej prowadzenie walk obronnych nawet przez 2 lata;
- przygotowanie do wysadzenia w powietrze elementów sieci komunikacyjnej o znaczeniu strategicznym (mosty, linie kolejowe, tunele alpejskie, a nawet zapory wodne w dolinie Linth), co uczyniłoby ewentualną inwazję uciążliwą, a okupację zniszczonych terenów – bezcelową. O swoich zamiarach poczynienia zniszczeń niezwłocznie po rozpoczęciu inwazji strona szwajcarska powiadomiła z góry Niemcy. Utrudnianie ewentualnej inwazji posunięto do tego stopnia, że wprowadzono zaciemnienie miast i sprzątanie strychów dla zapobieżenia skutkom nalotów, zakazano sprzedaży map, ze skrzyżowań usuwano drogowskazy, a ze stacji kolejowych – nazwy miejscowości, w których się znajdowały. Zniszczenia i działania zmierzające do unieruchomienia produkcji miały też dotknąć zakłady przemysłowe, m.in. słynna firmę Victorinox. Ponadto poczyniono przygotowania do internowania osób o sympatiach nazistowskich z ugrupowania Front Narodowy.
- sprawność Szwajcarów w prowadzeniu wojny psychologicznej, mającej przekonać Niemców o wysokim morale wojsk szwajcarskich, które broniłyby kraju z największymi poświęceniami i przy użyciu wszelkich możliwych środków walki (w tym broni chemicznej) – jak głosiły szwajcarskie kroniki filmowe „wojna totalna wymaga totalnej obrony”. Unikatowy system mobilizacyjny Szwajcarii (objęcie służbą wojskową i uzbrojenie wszystkich mężczyzn w wieku 20–50 lat, z których każdy miał w domu mundur, karabin i dwudniowy zapas żywności, a kwestie kwaterunkowe i aprowizacyjne zdecentralizowano na poziom kompanii, której kwatermistrz mógł swobodnie rekwirować miejsca w hotelach, restauracjach i szkołach oraz dokonywać zakupów żywności na przydzielonym obszarze bez angażowania wyższych szczebli dowodzenia) umożliwiał mobilizację większego odsetka obywateli, niż w innych krajach (Allen Dulles szacował go na 20%, tj. 850 tys. osób pod bronią i w rezerwie), a przykład Finlandii nadawał sens oporowi zbrojnemu. W istocie, w szeregach armii niemieckiej panowała niechęć do atakowania Szwajcarii, w której każdy umiał dobrze strzelać, z każdego kąta można się było spodziewać strzałów Heckenschütze (snajperów) korzystających z fortyfikacji, a korzystanie usług wywiadu było niemożliwie przez węszącą za nieznajomymi Ortswehr. Szwajcarzy z kolei, aby przeciwstawić się niemieckiej propagandzie, cenzurowali niemieckie kroniki filmowe (np. usuwali wycie bombowców nurkujących) i rozpoczęli produkcję własnych (cywilnej przez Schweizer Filmwochenschau i wojskowej przez Armeefilmdienst), a także filmów historycznych na cześć 650-lecia Konfederacji i jej twórców. Pamiętając o negatywnej roli francuskich komunistów, sabotujących w 1940 roku wysiłki wojenne swojego kraju, szwajcarska Rada Związkowa zdelegalizowała w tym samym roku miejscową partię komunistyczną (partię nazistowską zdelegalizowano jeszcze w l. 30.). Ważną rolę odegrało zwycięstwo reprezentacji piłkarskiej nad Niemcami w meczu rozegranym w 1941[4].